# لوئیجی ایناودی
لوئیجی ایناودی (انگلیسی: Luigi Einaudi؛ ۲۴ مارس ۱۸۷۴ – ۳۰ اکتبر ۱۹۶۱) یک اقتصاددان، سیاست‌مدار، روزنامه‌نگار، استاد دانشگاه و وکیل اهل ایتالیا بود. او از سال ۱۹۴۸ تا ۱۹۵۵ رئیس‌جمهور ایتالیا بود.